# Elecciones al Parlamento Europeo de 1999 (Luxemburgo)
En las elecciones al Parlamento Europeo de 1999 en Luxemburgo, celebradas el 13 de junio de 1999, se escogió a los 6 representantes de dicho país para la quinta legislatura del Parlamento Europeo. Se celebraron el mismo día que las elecciones generales, en las cuales se eligieron los miembros de la cámara de diputados.

## Resultados
| ← Elecciones al Parlamento Europeo de 1999 → |                                                     |           |       |         |       |
| Partido                                      | Partido                                             | Votos     | %     | Escaños | +/-   |
|                                              | Partido Popular Social Cristiano (CSV)              | 321.021   | 31,67 | 2       | 0     |
|                                              | Partido Socialista Obrero Luxemburgués (LSAP)       | 239.048   | 23,58 | 2       | 0     |
|                                              | Partido Democrático (DP)                            | 207.379   | 20,46 | 1       | 0     |
|                                              | Los Verdes (DG)                                     | 108.514   | 10,70 | 1       | 0     |
|                                              | Partido Alternativo de la Reforma Democrática (ADR) | 91.118    | 8,99  | 0       | 0     |
|                                              | La Izquierda (DL)                                   | 28.130    | 2,77  | 0       | 0     |
|                                              | Alianza Verde y Liberal (GaL)                       | 18.573    | 1,83  | 0       | Nuevo |
| Total                                        | Total                                               | 1.013.783 | 100   | 6       | 0     |
|                                              |                                                     |           |       |         |       |
| Votantes                                     | Votantes                                            | 202.384   | 86,6  |         |       |
| Abstención                                   | Abstención                                          | 31.218    | 13,4  |         |       |
| Censo electoral                              | Censo electoral                                     | 233.602   | 100   |         |       |
| A candidatura                                | A candidatura                                       | 1.013.783 |       |         |       |
| Fuente:                                      |                                                     |           |       |         |       |